# Quận Childress, Texas
Quận Childress (tiếng Anh: Childress County) là một quận trong tiểu bang Texas, Hoa Kỳ. Quận lỵ đóng ở thành phố Childress6.

## Thông tin nhân khẩu
Theo điều tra dân số 2 năm 2000, đã có 7.688 người, 2.474 hộ, và 1.650 gia đình sống trong quận. Mật độ dân số là 11 người cho mỗi dặm vuông (4/km ²). Có 3.059 đơn vị nhà ở với mật độ trung bình là 4 cho mỗi dặm vuông (2/km ²). Cơ cấu dân tộc của dân cư quận gồm 67,70% người da trắng, 14,09% da đen hay Mỹ gốc Phi, 0,33% người Mỹ bản xứ, 0,30% người châu Á, 0,05% người đảo Thái Bình Dương, 15,70% từ các chủng tộc khác, và 1,83% từ hai hoặc nhiều chủng tộc. 20,47% dân số là người Hispanic hay Latino thuộc chủng tộc nào.
Có 2.474 hộ, trong đó 31,30% có trẻ em dưới 18 tuổi sống chung với họ, 52,40% là các cặp vợ chồng sống với nhau, 11,40% có chủ hộ là nữ không có mặt chồng, và 33,30% là không lập gia đình. 30,80% của tất cả các hộ gia đình đã được tạo thành từ các cá nhân và 16,50% có người sống một mình 65 tuổi trở lên đã được người. Bình quân mỗi hộ là 2,40 và cỡ gia đình trung bình là 3,00.
Trong quận, cơ cấu tuổi dân số với 22,10% ở độ tuổi dưới 18, 12,10% 18-24, 30,60% 25-44, 19,40% 45-64, và 15,80% người 65 tuổi trở lên. Tuổi trung bình là 37 năm. Cứ mỗi 100 nữ có 142,40 nam giới. Cứ mỗi 100 nữ 18 tuổi trở lên, đã có 149,50 nam giới.
Thu nhập trung bình cho một hộ gia đình trong quận đã được $ 27.457, và thu nhập trung bình cho một gia đình là $ 35,543. Nam giới có thu nhập trung bình $ 25.606 so với 20.037 $ cho phái nữ. Thu nhập trên đầu cho các quận được $ 12,452. Giới 13,70% gia đình và 17,60% dân số sống dưới mức nghèo khổ, trong đó có 28,30% những người dưới 18 tuổi và 10,30% có độ tuổi từ 65 trở lên.